# Ceratosaurus nasicornis
Ceratosaurus nasicornis ( gr., "reptil con cuerno con cuerno en la nariz ") es una especie y tipo del género extinto Ceratosaurus de dinosaurio terópodo ceratosáurido, que vivió a finales del período Jurásico, hace aproximadamente 153 y 148 millones de años, en el Kimmeridgiense y el Titoniense, en lo que hoy es Norteamérica, y Europa. Es la especie tipo del género conocida principalmente por cinco esqueletos fragmentarios incluidos los cráneos los cuales han sido hallados en la Formación Morrison, en el oeste de los Estados Unidos. Ceratosaurus fue uno de los primeros dinosaurios descubiertos y el cuarto terópodo en descubrirse, por lo cual fue algo difícil su clasificación, por esto fue el miembro tipo del infraorden Ceratosauria el cual lleva su nombre. También se han hallado fósiles asignados a la especie Ceratosaurus nasicornis, en la Formación Lourinhã en Portugal y posiblemente en la Formación Tendaguru en Tanzania.